# 巴特扎尔嘎勒·巴特巴亚尔

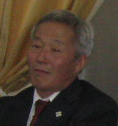
巴特扎尔嘎勒·巴特巴亚尔

巴特扎尔嘎勒·巴特巴亚尔（1953年12月3日—）蒙古前杭爱省哈拉和林人，蒙古国政治人物。

## 生平
1980年，自矿业学院毕业，获得矿业工程师资格。1993年，在瑞士伯尔尼大学世界贸易研究所接受培训。
1971年至1974年，在第三发电厂任机械师。1980年至1981年，在社区服务信托机构（Community Service Trust）担任电工技术员。1981年至1985年，在社区服务信托机构任工程师。1985年至1989年，在国有干洗企业（Dry-Cleaning State-Owned Enterprise）任工程师。1989年至1996年，任博洛尔干洗企业（Bolor Dry-Cleaning Cooperative）主席。
他是民主党党员。1996年至2000年，任国家大呼拉尔委员。1999年至2000年，任国家大呼拉尔环境保护常设委员会主席。2000年至2004年，任东北亚协会（North East Asian Society）董事会成员。2004年至2008年，任国家大呼拉尔委员，选区为乌兰巴托市青格尔泰区。2008年连任，选区为巴彦洪戈尔。